# اندژیوا، آنگولا
اندژیوا (به انگلیسی: Ondjiva) شهری در استان کونه‌نه واقع در کشور آنگولا است که در سال ۲۰۰۹ میلادی ۱۹٬۰۹۹ نفر جمعیت داشته است.